# رؤساء جامعة القاهرة
أسماء رؤساء جامعة القاهرة (ثاني أقدم جامعة في مصر) مع ذكر فترة توليهم لرئاسة الجامعة على مرّ العصور.

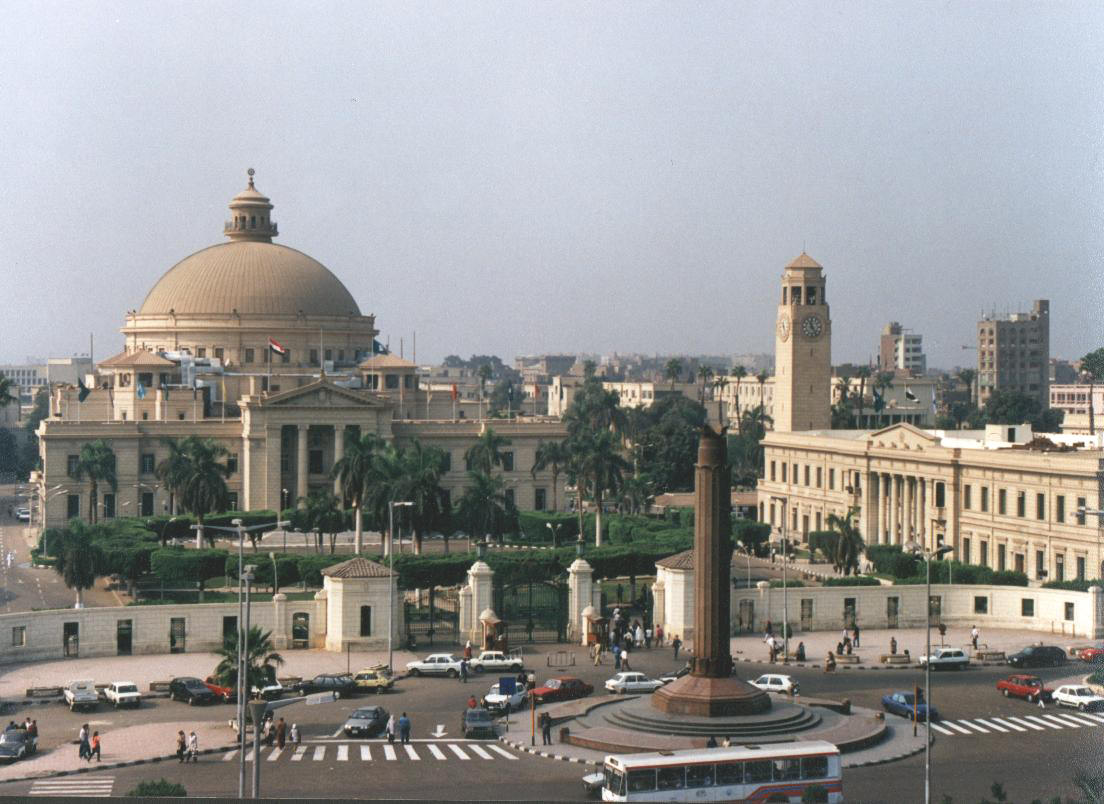
جامعة القاهرة

## رؤساءجامعة القاهرة
- الأمير أحمد فؤاد
- حسين رشدي باشا
- الأمير يوسف كمال
- أحمد لطفي السيد (مارس 1925 - مايو 1941)
- د. علي إبراهيم باشا (سبتمبر 1941 - يناير 1947)
- د. إبراهيم شوقي باشا (ديسمبر 1947 - نوفمبر 1949)
- د. محمد كامل مرسي [1][2] (27/11/1949 - 4/5/1951) (9/9/1954 - 21/12/1957)
- د. عبد الوهاب مورو (مايو 1951 - يونيو 1953)
- د. أحمد زكي عاكف (أغسطس 1953 - سبتمبر 1954)
- د. السعيد مصطفي السعيد [3] 8/2/1958 - 8/11/1961
- د. أحمد بدوي 9/11/1961 - 10/7/1964
- د. محمد نجيب حشاد [4] 1/7/1964 - 30/9/1966
- د. محمد مرسي أحمد 29/8/1967 - 25/9/1969
- د. جابر جاد عبد الرحمن [5] 25/9/1969 – 24 /9/1971
- د. حسن محمد أسماعيل [6] 25/9/1971 - 6/9/1975
- د. صوفي أبو طالب [7] 7/9/1975 - 4/11/1978
- د.إبراهيم بدران [8] 29/11/1978 - 19/8/1980
- د. حسن حمدي إبراهيم [9] 20/8/1980 - 31/8/1985
- د. حلمي محمود نمر [10] 1/9/1985 - 31/8/1987
- د. محمود نجيب حسني [11] 1/91987 - 31/8/1989
- د. مأمون محمد سلامة [12] 1/9/1989 - 31/8/1993
- د. مفيد شهاب [13] 1/9/1993 - 5/8/1997
- د. فاروق أسماعيل [14] 6/8/1997 - 31/7/1999
- د.نجيب الهلالي جوهر [15][16] 1/8/1999 - 31/7/2004
- د. علي عبد الرحمن [17] 8/8/2004 - 8/9/2008
- د. حسام كامل [18][19] 10/10/2008 - 31/7/2013
- د.جابر نصار [20][21] 1/8/2013 - 3/8/2017
- د. محمد عثمان الخشت [22][23] 1/8/2017 - 17/10/2024
- د. محمد سامي عبد الصادق 17/10/204-حتى الان

## وصلة خارجية
- قائمة رؤساء جامعة القاهرة الموقع الرسمي للجامعة